# Đệ Nhất Cộng hòa Pháp
Trong lịch sử nước Pháp, Đệ Nhất Cộng hòa Pháp (tiếng Pháp: Première République; "Đệ Nhất Cộng hòa"), đôi khi được gọi trong thuật chép sử là nước Pháp Cách mạng, là danh hiệu thường dùng để chỉ chính thể Cộng hòa Pháp (République française) tồn tại trên lãnh thổ Pháp, Bỉ và một phần Đức, Hà Lan từ ngày 21 tháng 9 năm 1792 đến 18 tháng 5 năm 1804. Chính thể này được thành lập trong Cách mạng Pháp. Giai đoạn này chứng kiến sự lật đổ chế độ quân chủ, thành lập Công hội Quốc dân, Triều đại Khủng bố, và Nền Cộng hòa thứ nhất tồn tại cho đến khi thành lập Đế chế thứ nhất, cuối cùng là sự gia tăng quyền lực của Napoléon Bonaparte, mặc dù hình thức chính phủ đã thay đổi nhiều lần.

## Lịch sử
Nền Cộng hòa Pháp trải qua nhiều hình thức chính phủ khác nhau, chủ yếu là các thời kỳ nắm quyền của các phái tư sản Girondin (đứng đầu là Brissot), Jacobin (đứng đầu là Robespierre) và Thermidorian (đứng đầu là Paul Barras).
Đệ Nhất Cộng hòa Pháp được chính thức thành lập ngày 21 tháng 9 năm 1792 khi hội nghị Quốc ước tuyên bố chấm dứt chế độ Quân chủ và lập ra nền Cộng hòa. Ngày này cũng được chọn là ngày bắt đầu của năm đầu tiên trong Lịch Cách mạng Pháp.
Mặc dù hội nghị Quốc ước nhóm họp với vị thế như một quốc hội lập hiến, và dù sau đó Hiến pháp đã được ban hành, nhưng trên thực tế đã không bao giờ được thực hiện. Chỉ 2 tháng sau, chính quyền Quốc ước đã ra lệnh bãi bỏ hiến pháp và tuyên bố chính quyền sẽ thực hiện cách mạng cho đến khi đạt được hòa bình.
Các ủy ban do Quốc ước thành lập giữ vai trò chính quyền lâm thời, nhanh chóng đưa Quốc ước trở thành bù nhìn. Trong đó, vai trò quan trọng nhất là Ủy ban An toàn Công cộng (Comité de salut public).
Sau khi phái Thermidorian thực hiện đảo chính lật đổ phái Jacobin, chế độ Đốc chính Pháp được thành lập, thủ tiêu mọi thành quả của cuộc Đại Cách mạng Pháp.

## Hệ thống chính quyền

### Chế độ Quốc ước
- Ủy ban An ninh tổng quát (Comité de sûreté générale)
- Ủy ban An toàn công cộng (Comité de salut public)

### Chế độ Đốc chính
- Hội đồng Nguyên lão (Conseil des Anciens)
- Hội đồng 500 (Conseil des Cinq-Cents)
- Hội đồng Đốc chính (Directoire)

### Chế độ Tổng tài
- Tham nghị viện (Sénat)
- Lập pháp viện (Corps législatif)
- Hộ dân viện (Tribunat)